# کوکوفو
کوکوفو، (به ژاپنی: Kokufu، 国府) پایتخت‌های تاریخی ولایت‌های ژاپن از دوره نارا تا دوره هی‌آن بودند.

## تاریخ
به عنوان بخشی از اصلاحات تایکا (۶۴۵)، که به دنبال هدف متمرکز کردن دولت به مانند مدل چینی (ریتسوریو بود، کوکوفو و همراه با آن دفتر کوکوشی جایگزین الگوی قدیمی تر کونی نو میاتسوکو، شد و در دهه ۶۶۰ توسعه یافت.
«وامیو رویجوشو» (مجموعه نام‌های ژاپنی) متعلق به سال ۹۳۵ حاوی اولین فهرست مراکز استان‌ها و مکان آن‌ها است. مکان پایتخت‌های اولیه قرن هشتم و نهم به دست نیامده است.
هنگامی که در طول دوره موروماچی، از قرن ۱۴ شروع شد، وظایف کوکوشی به‌طور فزاینده ای به فرمانداران یا پاسبان‌های نظامی (شوگو، دولت‌های استانی (کوکوگا منتقل شد. ) و کوکوشی اهمیت خود را از دست دادند.

## سازمان
در مرکز کوکوفو، دولت استانی (کوکوگا) با دفاتر خود (اداری، کشاورزی، مالی، پلیس و نظامی، قضاوت) و مجموعه ساختمان رسمی کوکوشی، معروف به kokuchō (国庁) قرار داشتند. در اطراف، مدرسه استانی (کوکوگاکو)، پادگان و انبارهای مالیاتی وجود داشت که به صورت نوعی پرداخت می‌شد.
هنگامی که شوگو جایگزین کوکوشی شد، اداره آنها، shugosho (守護所) گاهی در داخل یا نزدیک ساختمان‌های کوکوگا یافت می‌شد. در این موارد، اداره آنها به عنوان Fuchū (府中) نیز نامیده می‌شد.
با چیدمان مربع خود، کوکوفوها از پایتخت ژاپن، ابتدا فوجیوارا-کیو و سپس هی‌جوکیو پیروی کردند، که به نوبه خود از دودمان تانگ بزرگ الگوبرداری شدند. چانگ‌آن]]. اما به استثنای دازایفو (دولت) که دارای موقعیت ویژه و دیپلماتیک بود، این پایتخت‌ها نسبتاً کوچک بودند. به عنوان مثال، پایتخت ولایت سوئو مساحتی به وسعت ۱ کیلومتر مربع، مساحت ولایت بیزن 850 m×۸۵۰ متر را اشغال کرده است.